# د کابل
د کابل (هلندی: De kabel) (به معنای کابْل) لقب گروهی از پنج فوتبالیست سیه‌چرده‌ی هلندی با اصلیت سورینامی بود که زمانی در باشگاه فوتبال آژاکس آمستردام و تیم ملی فوتبال هلند بازی می‌کردند.
اعضای این گروه عبارتند از:
- وینستون بوگارد
- ادگار داویدس
- پاتریک کلایورت
- مایکل ریزیگر
- کلارنس سیدورف

این نام زمانی که ادگار داویدس، پاتریک کلایورت و کلارنس سیدورف در حال مصاحبه در یک برنامهٔ تلویزیونی بودند به وجود آمد. این نام برای توصیف دوستی میان آن سه بود. هنگام جام ملت‌های اروپا ۱۹۹۶ این نام برای توصیف پنج نفر یادشده به کار گرفته می‌شد.